# Akatsi
Akatsi – miasto w Ghanie, w regionie Wolta.